# Pishtaco
Les pishtacos sont des créatures imaginaires, des sortes de croque-mitaines qui séviraient dans les Andes et particulièrement au Pérou. Ils sont la manifestation d'une peur ancestrale amérindienne, la peur de l'amaigrissement et de la perte de la graisse. Cette croyance ancienne a encore aujourd'hui des manifestations modernes, principalement au Pérou.

## Caractéristiques
Les pishtacos sont des monstres blanchâtres à l'apparence humaine qui tuent les hommes pour les découper et dévorer leur graisse frite. La graisse représentait, dans les civilisations amérindiennes autochtones, un signe de bonne santé. L'amaigrissement, la perte de la graisse, était selon eux à l'origine de maladies. La figure du pishtaco est basée sur cette peur des Amérindiens qu'on leur vole leur graisse.

## Conséquences

### Peur des conquistadors et des missionnaires
Les Amérindiens avaient peur des conquistadors, qui soignaient parfois leurs blessures avec de la graisse extraites des cadavres de leurs ennemis,, et des missionnaires qui lustraient les cloches de leurs églises avec de l'huile. Ils étaient blancs et utilisaient la graisse, les Amérindiens les prenaient donc pour des pishtacos.

### Rapports au monde moderne
La croyance aux pishtacos provoque chez certains une peur des machines modernes qui ont besoin de graisse pour fonctionner. Certains villages refusent l'aide alimentaire américaine de Food for Peace, de peur que les membres du projet ne veuillent engraisser leurs enfants pour en récupérer la graisse par la suite.

### Scandale du prétendu trafic de graisse de 2009 au Pérou
En  septembre 2009, la police péruvienne présente à la presse le résultat d'une enquête secrète de cinq mois. Les enquêteurs ont découvert des bouteilles de graisse humaine liquide provenant, selon eux, d'un trafic organisé. Un groupe criminel est accusé d'avoir tué des dizaines de paysans près de la ville de Tingo María, située dans une région contrôlée par le Sentier lumineux, pour leur voler leur graisse et la vendre ensuite à des usines de cosmétiques. L'information est diffusée par tous les médias du pays, des chaînes de télévision notamment, qui interrompent leurs programmes pour des éditions spéciales. L'affaire est reprise par les médias internationaux.
Ce groupe de criminels est surnommé « pishtacos » par la presse qui estime que la réalité a rejoint la légende. C'est finalement la journaliste Rosa María Palacio qui dévoile la vérité sur l'affaire dans son émission Prensa libre sur América TV. Pour elle, la graisse humaine n'a pas de valeur (les autorités affirment qu'un litre de graisse humaine se vend 15 000 $), et le meurtre est un moyen beaucoup moins aisé que la liposuccion pour en obtenir, cela serait donc contraire à  toute logique. L'affaire n'est qu'une mise en scène de la police péruvienne pour dissimuler ses mauvais résultats et faire oublier les scandales dans lesquels elle est impliquée. Elle a joué sur la peur des pishtacos pour donner de l'ampleur à sa prétendue découverte. Le scandale est national et des chefs de la police au niveau national ainsi que les enquêteurs chargés de l'affaire sont démis de leurs fonctions.

## Culture populaire
La série télévisée Supernatural mentionne aussi le pishtaco dans le treizième épisode de la saison 9. Il se nourrit de graisse humaine.
En 2018, le jeu Shadow of the Tomb Raider s'inspire de la légende des pishtacos pour son histoire principale.

## Sources
- [vidéo] « Mauvaise graisse », de Caroline du Saint et Patrice Laidin, sujet diffusé dans L'Effet papillon, présenté par Daphné Roulier, Canal+, 16 janvier 2010.
- (en) Jennifer McLagan, Fat: An Appreciation of a Misunderstood Ingredient, with Recipes, éd. Ten Speed Press, 2008, p. 216-217  (ISBN 1580089356).
- (en) Albert Marrin, Aztecs and Spaniards: Cortés and the Conquest of Mexico, éd. Atheneum, 2008, p. 76  (ISBN 0689311761).
- (en) Efraín Kristal, Temptation of the Word: The Novels of Mario Vargas Llosa, éd. Vanderbilt University Press, 1999, p. 192.
- (en) Nancy Scheper-Hughes, Death Without Weeping: The Violence of Everyday Life in Brazil, éd. University of California Press, 1993, p. 236  (ISBN 0520075374).